# 市岡氏掌突蟾
市岡氏掌突蟾（学名：Leptobrachella itiokai），一种于马来西亚砂拉越姆禄山国家公园发现的两栖动物，隶属于角蟾科掌突蟾属。种加词取自日本昆虫学家市岡孝朗的姓氏，市岡孝朗是沙捞越生物研究协会的核心成员之一。

## 形态特征
市岡氏掌突蟾体型小，雄蟾体长15.2～16.7毫米。身体背部呈棕黄色，具有深色斑纹；四肢背面棕色，具深色横纹；体侧为浅棕色，具小黑色斑点；身体腹面暗色，具白色小斑点。